# Liberismo
Liberismo (del término italiano liberismo) es un término utilizado para designar la doctrina económica del capitalismo de laissez-faire utilizado por primera vez en inglés por el politólogo italiano Giovanni Sartori. 
Sartori importó el término del italiano con el fin de distinguir entre el liberalismo social, que es generalmente considerado una ideología política que a menudo defiende una amplia intervención del gobierno en la economía, y las teorías liberales de la economía que proponen prácticamente eliminar esa intervención. En el uso informal, 
liberismo se solapa con otros conceptos como el libre comercio, neoliberalismo, el libertarismo y el concepto francés de laissez-faire. 
En Italia, liberismo es a menudo identificado con las teorías políticas de Gaetano Mosca, Luigi Einaudi y Bruno Leoni, quienes como Friedrich Hayek afirmaron que la libertad económica sostiene y profundiza la democracia y la libertad política. Por ejemplo, la filosofía del derecho de orientación liberista de Bruno Leoni se considera la antítesis del pensamiento del filósofo del derecho Hans Kelsen, quien es definido como "estatista".